# فيكتور فاسكيز (لاعب كرة قدم)
فيكتور فاسكيز (بالإسبانية: Víctor Vázquez Rosales)‏ هو لاعب كرة قدم إسباني في مركز الدفاع، ولد في 17 أكتوبر 1989 في بويو في إسبانيا. لعب مع راسينغ فيرول وسلتا فيغو ب وسيلتا فيغو.

## وصلات خارجية
- فيكتور فاسكيز على موقع قاعدة بيانات كرة القدم.إي يو (الإنجليزية)
- فيكتور فاسكيز على موقع Soccerway.com (الإنجليزية)